# نيك هاموند
نيك هاموند (بالإنجليزية: Nick Hammond)‏ (7 سبتمبر 1967 في المملكة المتحدة - ) هو لاعب كرة قدم بريطاني في مركز حراسة المرمى. لعب مع سويندون تاون ونادي أبردين ونادي أرسنال ونادي بريستول روفيرز ونادي بليموث أرجايل ونادي بيتربورو يونايتد ونادي ريدنغ.

## وصلات خارجية
- نيك هاموند على موقع قاعدة بيانات كرة القدم.إي يو (الإنجليزية)
- نيك هاموند على موقع Soccerbase.com (لاعب) (الإنجليزية)
- نيك هاموند على موقع Soccerbase.com (مدرب) (الإنجليزية)
- نيك هاموند على موقع عالم كرة القدم.نت (الإنجليزية)